# Familia y Salud
Publicación en Internet fundada en 2012 y editada por la Asociación Española de Pediatría de Atención Primaria (AEPap) con contenidos relacionados con la salud infantil dirigidos a niños, adolescentes y sus familias, así como con docentes y otros profesionales relacionados con los niños.
Cada vez son más las personas que buscan información sobre la salud, en sus más variadas facetas, y, por tanto, la necesidad de fuentes de información fiables.
Se trata de información sobre temas relevantes de la salud y el desarrollo de niños y adolescentes. Está dirigida a las familias para facilitar los conocimientos necesarios para comprender y ayudar mejor a sus hijos. No está dirigida ni personalizada para la salud ni las necesidades concretas de su hijo. "Familia y Salud" no realiza consultas específicas vía correo electrónico. Si lo considera oportuno, después de leer la información sobre el tema que le interese debe consultar a sus pediatra; actitud que recomienda la AEPap.
Características:
- Publicación periódica en español, con actualizaciones quincenales. Las actualizaciones se envían mediante un boletín electrónico por correo electrónico mensual a los usuarios que se hayan suscrito al mismo.
- Contenidos de acceso libre.
- No contiene publicidad. Actividad sin ánimo de lucro.

## Historia
Nacida de la página del mismo nombre que se alojaba en la web de AEPap desde el año 2000, la web Familia y Salud. Padres y pediatras al cuidado de la infancia y la adolescencia se inaugura el 14 de abril de 2012, con objeto de ser una herramienta útil para los profesionales que trabajan en el entorno de la salud de la infancia y adolescencia (sanitarios, educadores, etc.) y como información directa, veraz, fiable y útil para los padres, familias y cuidadores, sobre el desarrollo de los hijos y los temas que son motivo de consulta frecuente o más preocupan a los padres en relación con la crianza y atención de la salud de sus hijos.

En febrero de 2013 incorpora una sección específica dirigida a los jóvenes y adolescentes y padres con hijos adolescentes: SALUD JOVEN. Adolescentes que cuidan su salud (); muy útil también para los educadores a la hora de trabajar con ellos temas de Educación para la Salud.
En enero de 2016 se suma una nueva sección específica para docentes y cuidadores en centros escolares, con temas y recursos adaptados a sus necesidades.

## Equipo editorial
En la tabla adjunta se muestra la composición de los sucesivos equipos editoriales.
| Cargo                          | Años      | |
| ------------------------------ | --------- | --- |
| Coordinación                   | 2012-2018 | Juan J. Morell Bernabé |
| Coordinación                   | 2019-2024 | Esther Serrano Poveda |
| Editor web                     | 2012-2024 | Jaime J. Cuervo Valdés |
| Editores                       | 2012-2018 | Elena Fernández Segura, Fco. Javier Garrido Torrecillas, Rafael López García, Ana M.ª Lorente García-Mauriño, Catalina Núñez Jiménez, Esther Serrano Poveda y Marta E. Vázquez Fernández                                                                   |
| Editores                       | 2018-2020 | Elena Fernández Segura, Fc. Javier Garrido Torrecillas, Ana M.ª Lorente García-Mauriño, Nieves Nieto del Rincón, Catalina Núñez Jiménez, Carlos Valdivia Jiménez y Marta E. Vázquez Fernández                                                              |
| Editores                       | 2020-2024 | Paloma de la Calle Tejerina, Margarita Escudero Lirio, Elena Fernández Segura, Ana Garach Gómez, F. Javier Garrido Torrecillas, Carolina Hernández-Carrillo Rodríguez, Ana M.ª Lorente García-Mauriño, Catalina Núñez Jiménez y Marta E. Vázquez Fernández |
| Otros colaboradores anteriores | 2012-2024 | José Luis Montón Álvarez, Begoña Domínguez Aurrecoechea, Rafael López García, Carlos Valdivia Jiménez y Nieves Nieto del Rincón |

## Reconocimientos
- HONcode.[3]

## Premios y distinciones
- XV Edición de los Premios Estrategia NAOS, Agencia Española Seguridad Alimentaria y Nutrición, 2021.  Accésit en la modalidad "Alimentación saludable en el ámbito familiar y comunitario" al proyecto “Familia y salud. Padres y pediatras al cuidado de la alimentación de la infancia y la adolescencia mediante la web familia y salud (ww.familiaysalud.es)”, presentado por la Asociación Española de Pediatría de Atención Primaria (AEPap).[4][5]
- Finalista en el 4.º Concurso de iniciativas: las mejores intervenciones de alfabetización en salud, Escuela Andaluza de Salud Pública, Granada, 28 de abril de 2022.[6]
- Finalista en los Premios Salud Digital 2020, en la categoría de "Mejor APP de salud".[7]
- Segundo Premio a la “Mejor Formación dirigida a pacientes y/o familiares desarrollada por sociedades científicas o colegios profesionales”. Foro Albert Jovell, 2016.[8]
- Finalista en los Premios del Día de Internet 2016, en la categoría de "Mejor web de acción social".[9]
- Premio a la Mejor Iniciativa en favor de la utilización del español en Medicina (MedEs, 2015).[10]
- Premio "Mejores ideas en sanidad", de Diario Médico en 2012.[11]